# 四日市とんてき

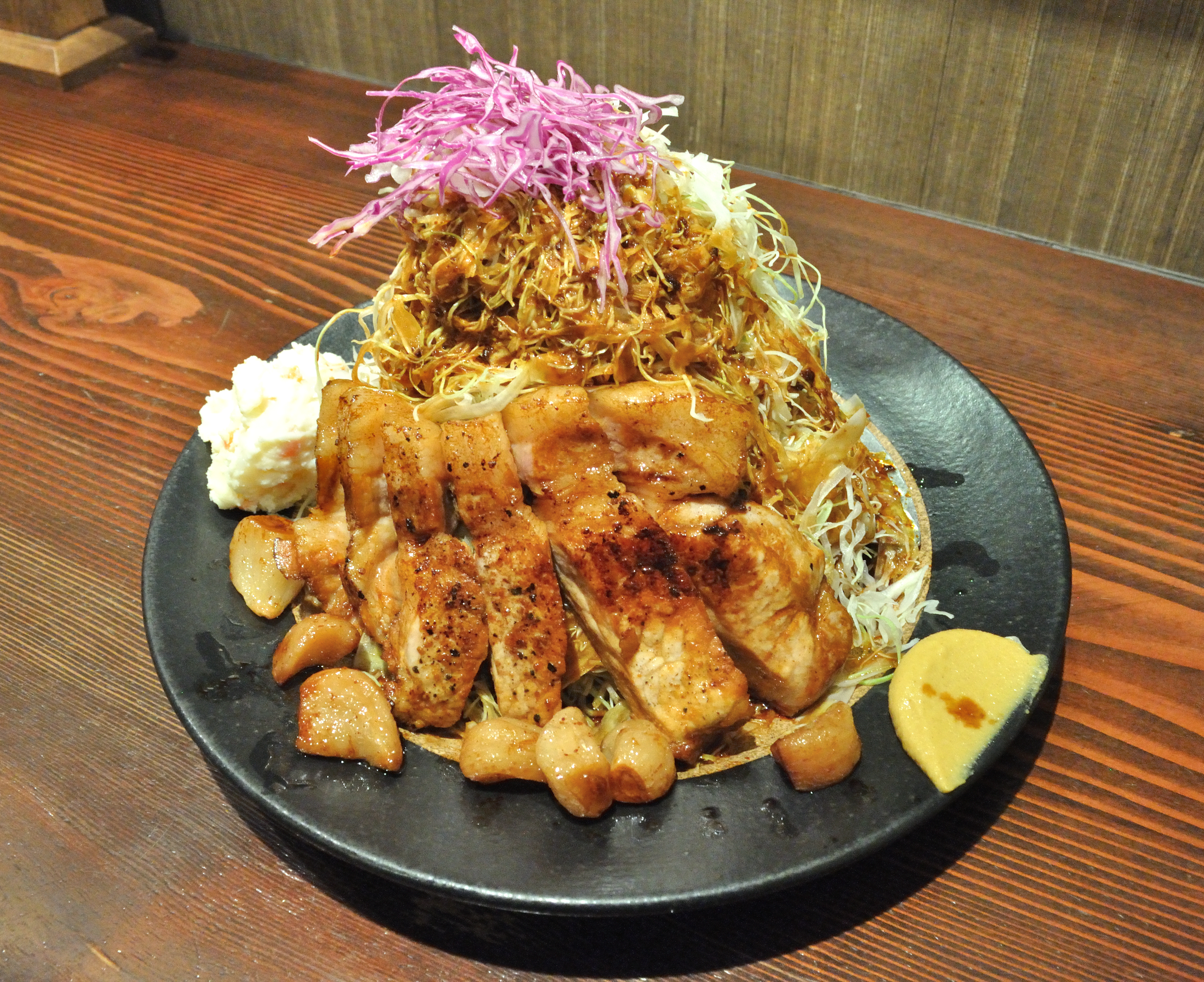
四日市とんてきの参考画像

四日市とんてき（よっかいちとんてき）は、主に三重県四日市市内の飲食店で提供される豚肉のステーキである。
ウスターソースなどを使って作った黒みを帯びたソースを分厚く切った豚肉のソテーにからめたスタミナ料理の一つである。
グローブ焼（グローブやき）またはグローブという呼称を用いることもある。この「グローブ焼」という名称は、豚肉を食べやすくするため、手のひらの形に切れ込みを入れていることに由来する。

## 歴史
第2次世界大戦後の昭和戦後期にとんてき料理が始まったものとされている。発祥は四日市市内の中華料理店「來來憲」（らいらいけん）である。
とんてきは同店の看板メニューであったが、当時は四日市名物と言える程には普及していなかった。小生町に本店、富田にもあったが閉店した。
現存するのは直系の店舗ではない。
2005年（平成17年）秋に四日市市職員の研修会で、豚肉のステーキに光を当てようと四日市大学准教授の小林慶太郎が発案したことが、ご当地グルメとしてPRしていくきっかけとなった。
2008年（平成20年）には「四日市とんてき協会」を設立し、とんてきマップを作成するなどして本格的な広報活動を開始した。
協会の初代会長には発案者の小林が就任している。
また、名古屋・栄や東京・渋谷など四日市市外にも四日市とんてきを出す店舗が進出し始めている。
同じく四日市市内の万古焼として生産数が多い、蚊やりブタととんてきをモチーフとしたマスコットキャラクター、テキブ〜は2008年11月1日に発表された。
2010年（平成22年）4月に正会員として愛Bリーグに認められ、同年6月には任意団体から一般社団法人として登録し、法人格を取得した。同年9月のB-1グランプリに三重県から初参加している。
同協会はこの料理を四日市名物として四日市市を売り込むツールにしていきたいとしている。
2013年（平成25年）11月に愛知県豊川市で開催された「B−1グランプリin豊川大会」では10位に入賞している。
2022年度（2023年3月）には、100年フードの「未来の100年フード部門」に認定された。
なお同協会は母体が四日市市職員の研修会ではあるが、四日市市役所の関わりや援助は一切ない。令和初期に『四日市焼肉』及び四日市コンビナート風の人参スープに四日市とんてきの肉が入っている『四日市カレー』が開発された。

## 特徴
味付けや肉質は各店舗によって異なるが、四日市とんてき協会は「四日市のとんてき」を次のように定義している。
1. 黒っぽい濃い味のソース[2]
2. 厚切りの豚ロース肉を使用[2]
3. ニンニクが添えられている[2]
4. 千切りキャベツの付け合わせ[2]